# Huái
Huái era el octavo rey de la Dinastía legendaria Xia, que posiblemente gobernó cerca de 44 años, según los Anales de Bambú, aunque según las Memorias históricas del historiador Sima Qian gobernó durante 26 años.
Consiguió su trono en el año de Wuzi, cuentan las fuentes que en el tercer año de su régimen, nueve bárbaros foráneos acudieron a la capital.
En el 16.º año de su mandato, hubo una lucha interina dentro de su gobierno entre dos de sus ministros Luobo y Fengyi.
En el 36º año de su régimen, creó el poema y la música de Huantu.